# Володарський район (Астраханська область)
Волода́рський райо́н — адміністративна одиниця Росії, Астраханська область. До складу району входить 21 сільське поселення, всього — 75 населених пунктів.

## Населення
У цьому районі проживає суттєва казахська національна меншина, яка за кількістю переважає над росіянами. За підсумками перепису 2010 року: казахи — 32 546, росіяни — 13 705, татари — 737.
| 1970    | 1979    | 1989    | 2002    | 2003    | 2004    | 2005    |
| ------- | ------- | ------- | ------- | ------- | ------- | ------- |
| 51 114  | ↘47 734 | ↘46 638 | ↗47 351 | ↗47 400 | ↗47 700 | ↘47 600 |
| 2006    | 2007    | 2008    | 2009    | 2010    | 2011    | 2012    |
| →47 600 | ↗47 700 | ↘47 600 | ↗47 794 | ↗47 825 | ↗47 831 | ↗47 968 |
| 2013    | 2014    | 2015    | 2016    | 2017    |         |         |
| ↗48 083 | ↘48 071 | ↗48 080 | ↘47 594 | ↘47 494 |         |         |